# 1744 na ciência

## Nascimentos
| Data | Nome | Profissão | Nacionalidade | Observações | Ref |
| ---- | ---- | --------- | ------------- | ----------- | --- |

## Mortes
| Data            | Nome                        | Profissão        | Nacionalidade   | Observações                              | Ref   |
| --------------- | --------------------------- | ---------------- | --------------- | ---------------------------------------- | ----- |
| 29 de fevereiro | John Theophilus Desaguliers | filósofo natural | Reino da França | n. 1683 Medalha Copley 1734, 1736 e 1741 | [ 1 ] |

## Prémios
- Medalha Copley - Abraham Trembley[1]